# Ceroma ornatum
Ceroma ornatum es una especie de arácnido  del orden Solifugae de la familia Ceromidae.

## Distribución geográfica
Se encuentra en el este de África.